# Thái Từ Khôn
Thái Từ Khôn (nghệ danh: KUN, Tiếng Hán: 蔡徐坤, Bính âm: Cài xúkūn, sinh ngày 2 tháng 8 năm 1998 tại Ôn Châu, Chiết Giang, Trung Quốc), là một nam ca sĩ, rapper, nhạc sĩ, nhà sản xuất âm nhạc người Trung Quốc, cựu thành viên, center kiêm trưởng nhóm Nine Percent và ra mắt trong nhóm nhạc Nine Percent vào ngày 6/4/2018. Trước đó, Thái Từ Khôn đã tham gia Super Idol và được ra mắt cũng nhóm SWIN-S vào ngày 18/10/2016.. Đến hiện tại anh vẫn luôn giữ vững lập trường chuyên tâm dành tâm huyết cho mảng âm nhạc. Hiện tại anh được giới truyền thông Trung Quốc đánh giá thuộc top minh tinh có giá trị thương mại cao. Là một trong những lưu lượng hàng đầu Trung Quốc khoảng 4 năm trở lại đây.
Tên fandom Thái Từ Khôn được mang tên IKUN  đồng âm với từ "Ai Kun" (愛坤) nghĩa là "Yêu Khôn".
Fan thường được gọi là Tiểu Maomi - Mèo nhỏ. Biệt danh mà fans thường gọi: Đại Khuê, Tiểu Quỳ, MiMi, Tiểu Sư Tử, Tiểu Thái, Bánh Bao nhỏ, Lép, Tiểu Trư, Khôn Khôn, Khôn ca, Daddy, Thái ca, Tiểu Khôn,...
Hầu hết các tác phẩm của Thái Từ Khôn đều là nguyên tác (tự mình viết), trong đó có EP đầu tiên "1" và "Wait Wait Wait".  Khi ra mắt, EP "1" đã công phá toàn bộ các bảng xếp hạng tại Trung Quốc. "Pull Up" - track đầu tiên đã đạt vị trí thứ nhất tại 4 bảng xếp hạng của QQ Music cũng như vị trí đầu tiên của bảng xếp hạng V - Billboard Trung Quốc. Khi "Wait Wait Wait" ra mắt, nó cũng đã ra mắt ở vị trí đầu tại danh sách Ca khúc mới và Ca khúc phổ biến của QQ Music trong vòng 10 tuần và thắng danh hiệu "Hot nhất Châu Á" trong 4 tuần liên tiếp.
Vào tháng 2/2019, Thái Từ Khôn công bố tour diễn solo đầu tiên: "ONE" tại Bắc Mỹ và Anh. Sau khi tổ chức thành công show diễn, cậu đã ra mắt EP thứ 2 "YOUNG". Khi phát hành, EP cũng ngay lập tức thống trị các bảng xếp hạng âm nhạc trong nước và bán được hơn 63 triệu với doanh thu hơn 60 triệu Nhân dân tệ, được mệnh danh là "Vua đĩa đơn kỹ thuật số" năm 2019.

## Thời niên thiếu
Thái Từ Khôn sinh ra ở tỉnh Chiết Giang, ba là người Ôn Châu, Chiết Giang, mẹ là người Hoài Hoá, Hồ Nam . Thời thơ ấu, anh sống và học tập ở Hoài Hóa, Hồ Nam. Thái Từ Khôn học tại trường tiểu học Hạc Tường thành phố Hoài Hóa ,  trường Trung học cơ sở học thực nghiệm 2 quận Nam Sơn, Thâm Quyến , sau đó du học tại trường trung học Grace Brethren ở California. Trong thời gian học tiểu học, anh từng được bầu là Chủ tịch Hội học sinh, trợ lý của Hiệu trưởng và giành được nhiều giấy khen, giải thưởng trong các cuộc thi tại trường.
Năm 13 tuổi, anh cùng MC Cúc Bình của CCTV đồng dẫn chương trình Lễ khởi xướng tuyển tập các bài hát hợp xướng xuất sắc dành cho thiếu nhi toàn quốc "Bài hát khăn quàng đỏ" .

## Quá trình sự nghiệp

### 2012-2014: Trước khi ra mắt
Tháng 4 năm 2012, Thái Từ Khôn tham gia chương trình truyền hình "Tiến lên nào! Thiếu niên" của đài truyền hình Hồ Nam, thành công nằm trong 200 người đứng đầu toàn quốc và bắt đầu bước vào con đường sự nghiệp nghệ thuật giải trí.
Tháng 8 năm 2012, tham gia bộ phim thần tượng "Một nửa đồng thoại" do Trương Quân Ninh, Lưu Mỹ Hàm, Chu Tử Kiêu đóng vai chính. Thái Từ Khôn vào vai thời niên thiếu của nam chính Ngự Phong (vai diễn của Lee Joon Hyuk). Sau đó, tham gia phim đô thị tình cảm "Nữ cảnh sát Lý Xuân Xuân", vào vai phụ Tây Tây.
Ngày 4 tháng 3 năm 2014, Thái Từ Khôn trở thành diễn viên khách mời trong bộ phim điện ảnh tình cảm "Hoàn mỹ giả thê 168" do Hà Cảnh, Từ Nhược Tuyên, Vương Học Binh đóng chính; vào vai thời trẻ của nam chính Hoắc Khắc (do Hà Cảnh thủ vai). Đây là bộ phim cá nhân đầu tiên của Thái Từ Khôn.

### 2015-2016: Tham gia Super Idol
Ngày 10 tháng 7 năm 2015, Thái Từ Khôn tham gia chương trình tìm kiếm, đào tạo tài năng "Tinh động Á Châu - Super Idol" được thực hiện bởi đài An Huy và đài MBC (Hàn Quốc) và trở thành 1 trong 15 người đứng đầu. 15 học viên này cũng được chọn thể hiện ca khúc chủ đề "Top Now" của chương trình. Tháng 8 cùng năm, Thái Từ Khôn và các học viên quay lại Hàn Quốc tiến hành tập luyện kín trong 3 tháng. Tháng 9, quay về Trung Quốc, tham dự chương trình dạ hội đêm trung thu của đài An Huy.
Từ ngày 4 tháng 3 đến ngày 20 tháng 5 năm 2016, Thái Từ Khôn tham gia mùa 2 chương trình "Tinh động Á Châu" và thành công đạt được ví trí trong 3 người đứng đầu.

### 2016-2017: Ra mắt với SWIN
- Ngày 18 tháng 10 năm 2016, nhóm các thí sinh chiến thắng từ chương trình Super Idol lập thành nhóm thần tượng mang tên SWIN (Super Idol Winner), trong đó chia ra nhóm nhỏ SWIN-S hoạt động trong lĩnh vực âm nhạc, SWIN-E hoạt động trong lĩnh vực truyền hình. Thái Từ Khôn nằm trong nhóm nhỏ SWIN-S cùng với các thành viên Triệu Phẩm Lâm, Du Canh Dần, Hà Ngật Phồn, Lưu Dã, Ngô Mộc Đề Thổ Nhĩ; đảm nhận vị trí rapper[21].
- Ngày 10 tháng 11 năm 2016, cùng các thành viên của SWIN làm khách mời cố định cho chương trình ẩm thực của đài An Huy mang tên "Tinh động mỹ vị".
- Tháng 12 năm 2016, SWIN-S phát hành EP New World do Double Kick làm người sản xuất bao gồm 5 ca khúc[22].
- Năm 2017, Thái Từ Khôn rời nhóm SWIN[23][24].

### 2017 - Tham gia Idol Producer
Cuối năm 2017, sau một thời gian ngừng hoạt động, Thái Từ Khôn quay trở lại tham gia dự thi chương trình sống còn lựa chọn nhóm nhạc nam thần tượng mới của trang IQiyi mang tên Idol Producer với tư cách thực tập sinh tự do, không có công ty quản lý.
Ngay từ đầu, Thái Từ Khôn đã là một trong những thí sinh được chú ý nhất nhờ những thành tích hoạt động trước đó. Bài thi đầu tiên xếp hạng Thái Từ Khôn trình bày ca khúc I wanna get love tự sáng tác và sản xuất, trở thành thực tập sinh đầu tiên được xếp vào lớp A có trình độ cao nhất. Thông qua thử thách vòng 1, Thái Từ Khôn tiếp tục dẫn đầu, được lựa chọn là center trung tâm trong 100 thực tập sinh trình bày ca khúc chủ đề của chương trình Ei Ei.
Trong chương trình, Thái Từ Khôn luôn bộc lộ được năng lực ổn định về cả nhảy, hát, rap, khả năng học hỏi nhanh và làm chủ sân khấu;  cùng với đó là tính cách hài hước, hòa đồng, tinh thần đồng đội cao, luôn giúp đỡ các thực tập sinh khác, vì vậy đã thu hút số lượng lớn fan hâm mộ và trở nên nổi tiếng. Nhờ được sự ủng hộ đông đảo, Thái Từ Khôn luôn giữ vững vị trí số 1 của mình trong suốt các lần công bố thứ hạng bình chọn với số phiếu cao vượt trội.

#### Thứ tự xếp hạng trong Idol Producer
| Tập      | Tập 2 | Tập 3 | Tập 4 (Bình chọn trường quay) | Tập 5 (Công bố thứ hạng lần 1) | Tập 6 | Tập 7 (Bình chọn trường quay) | Tập 8 (Công bố thứ hạng lần 2) | Tập 9 (Bình chọn trường quay) | Tập 10 (Công bố thứ hạng lần 3) | Tập 12 (Chung kết)   |
| -------- | ----- | ----- | ----------------------------- | ------------------------------ | ----- | ----------------------------- | ------------------------------ | ----------------------------- | ------------------------------- | -------------------- |
| Xếp hạng | 2     | 1     | 8 (85 phiếu)                  | 1 (11.254.646 phiếu)           | 1     | 15 (271 phiếu)                | 1 (22.819.925 phiếu)           | 1 (157 phiếu)                 | 1 (17.400.495 phiếu)            | 1 (47.640.887 phiếu) |

#### Các bài thi trong Idol Producer
| Vòng                    | Tiết mục                          | Nguyên gốc     | Vị trí                   | Hợp tác cùng |
| ----------------------- | --------------------------------- | -------------- | ------------------------ | --- |
| Xếp lớp                 | I wanna get love                  | Thái Từ Khôn   | Lớp A                    | - |
| Vòng 1 Ca khúc chủ đề   | Ei Ei                             | Idol Producer  | Center                   | 100 thực tập sinh |
| Vòng 2 Đánh giá nhóm    | PPAP                              | Kosaka Daimaou | Center                   | Nhóm A Vương Tử Dị, Châu Duệ, Chu Chính Đình, Châu Ngạn Thần                                                            |
| Vòng 3 Đánh giá vị trí  | Papillon 《巴比龙》               | Jackson Wang   | Leader Rapper            | Đánh giá vị trí Rapper Vương Tử Dị, Bốc Phàm, Justin                                                                    |
| Vòng 4 Đánh giá concept | Hãy nghe tôi nói 《听听我说的吧》 | Idol Producer  | Rapper                   | Bốc Phàm, Tiểu Quỷ, Từ Thánh Ân, Trịnh Duệ Bân Tần Phấn, Lý Hy Khản                                                     |
| Hợp tác cùng HLV        | Mask                              | Lay            | Rapper                   | Trương Nghệ Hưng, Vương Tử Dị, Trịnh Duệ Bân Hàn Mộc Bá, Lâu Tư Bác, Lâm Siêu Trạch, Lý Quyền Triết                     |
| Vòng 5 Đánh giá Debut   | Mack Daddy                        | Idol Producer  | Center Main Vocal Leader | Vương Tử Dị, Trần Lập Nông, Phạm Thừa Thừa,Chu Chính Đình, Bốc Phàm Chu Tinh Kiệt,Tiền Chính Hạo, Tần Phấn, Từ Thánh Ân |

### Ra mắt vớiNine Percent
Ngày 6 tháng 4 năm 2018 trong Chung kết được phát sóng trực tiếp của Idol Producer, Thái Từ Khôn có số phiếu bình chọn cao nhất (47.640.887 phiếu), giành được vị trí Center đồng thời trở thành Leader của nhóm nhạc thần tượng 9 người được thành lập sau chương trình mang tên Nine Percent (9%).
Từ tháng 5 đến tháng 7 năm 2018, Thái Từ Khôn tham gia fanmeeting trên khắp Trung Quốc với Nine Percent. Ngày 2 tháng 6, anh và các thành viên khác của nhóm đã xuất hiện trong chương trình tạp kỹ Happy Camp. Tháng 11, Nine Percent đã phát hành album đầu tiên To the NINEs trong đó có bài "Rule Breaker" và "Good Things" do Thái Từ Khôn đồng sáng tác lời.

### Hoạt động solo

#### Năm 2018: trở nên nổi tiếng
- Đồng thời trong thời gian hoạt động cùng Nine Percent, Thái Từ Khôn cũng đã phát triển sự nghiệp riêng; tham gia sáng tác và sản xuất hầu hết các ca khúc solo của bản thân với phong cách âm nhạc đa dạng từ Future R&B, Urban R&B, Hip-hop, Pop, Dance cho đến Electronic Soul.
- Ngay sau khi Idol Producer kết thúc, bộ phim Tôi sẽ không bị con gái bắt nạt (được quay từ năm 2017) do Thái Từ Khôn đóng vai chính Diệp Lân đã được phát hành[34].  Đây là một bộ phim hài tuổi teen mang ảnh huởng từ truyện tranh Nhật Bản, nhờ sự nổi tiếng của Thái Từ Khôn sau Idol Producer, lượng người xem của bộ phim đã đạt thành tích tốt. Đến ngày 3 tháng 5, bộ phim web-drama này đã đạt được hơn 575 triệu lượt xem[35].
- Từ tháng 4 đến tháng 5, đĩa đơn đầu tiên  "I Wanna Get Love" đã đứng đầu "Bảng xếp hạng C-pop Trung Quốc đại lục" với vị trí là đĩa đơn số 1 của Trung Quốc trong gần ba tuần[36]. Vào cuối tháng 5, Thái Từ Khôn được bình chọn là một trong những ngôi sao có ảnh hưởng nhất ở Trung Quốc.
- Tháng 7 năm 2018, Thái Từ Khôn thành lập studio cá nhân[37]
- Ngày 2 tháng 8 năm 2018, nhân dịp sinh nhật lần thứ 20, Thái Từ Khôn đã phát hành EP đầu tiên EP "1"[38] gồm 03 bài hát, "Pull Up", "You Can Be My Girlfriend" và "It's You". Ca khúc đầu tiên, "Pull Up", đã trở thành hit ngay lập tức và phá vỡ 10 kỷ lục trên QQ Music - nền tảng phát nhạc lớn nhất tại Trung Quốc[39]. MV "Pull Up" do chính Thái Từ Khôn làm đạo diễn và tham gia quay, phá vỡ 7 kỷ lục dữ liệu trên bảng xếp hạng Music V của Yinyue[40].
- Ngày 23 tháng 8, Thái Từ Khôn phát hành single Wait Wait Wait"[41], nhanh chóng vươn lên đứng đầu nhiều bảng xếp hạng âm nhạc. Màn trình diễn đầu tiên của "Wait Wait Wait" đã được phát sóng trong chương trình Idol hit của IQIYI vào ngày 7 tháng 9[42].
- Ngày 12 tháng 10, Thái Từ Khôn đã biểu diễn ca khúc "You Can Be My Girlfriend" lần đầu tiên tại "Đêm từ thiện của các ngôi sao BAZAAR" và quyên góp 600.000 Nhân dân tệ cho dự án từ thiện của Bazaar[43]. Đồng thời hợp tác với MiGu Music tổ chức thành công buổi gặp mặt người hâm mộ quy mô nhỏ đầu tiên của mình tại Thành Đô và Thượng Hải[44][45]. Cuối tháng 10, anh đã có màn trình diễn đầu tiên ca khúc "Pull Up" tại "ELLEMEN Movie Hero Gala" ở Bắc Kinh[46].
- Tại Lễ trao giải âm nhạc Migu thường niên lần thứ 12 tổ chức ngày 8 tháng 12, ca khúc "Wait Wait Wait" đã được xếp đầu bảng trong "Top 10 ca khúc nhạc pop hàng đầu của năm"[47]. Đây là giải thưởng lớn đầu tiên mà Thái Từ Khôn nhận được cho tác phẩm âm nhạc của mình. Ngày 28 tháng 12, TC Candler & The Independent Critics công bố "Danh sách 100 gương mặt đẹp nhất năm 2018", với số lượng đề xuất và bầu chọn từ khán giả, trong đó Thái Từ Khôn đã được xếp hạng thứ 27 trong top "Gương mặt năm 2018"[48]. Ngày 30 tháng 12, Thái Từ Khôn đã biểu diễn hai bài hát "You can be my girlfriend" và "Wait wait wait" tại "Buổi hòa nhạc đêm giao thừa của đài truyền hình Chiết Giang"[49]. Vào ngày 31 tháng 12, trình diễn lần đầu tiên của "It's You" tại "Gala đêm giao thừa của đài Đông Phương" ở Thượng Hải.[50]
- Tháng 11, tạp chí Kinh doanh Thời trang Tmall và BoF đã bầu chọn Thái Từ Khôn là "1 trong 10 người ảnh hưởng tới ngành thời trang Trung Quốc"[51].

#### Năm 2019: Đại sứ thiện chí, ra mắt các ca khúc mới và tour diễn cá nhân
- Ngày 10 tháng 1 năm 2019, Thái Từ Khôn được Đại sứ quán Jamaica tại Thượng Hải, Trung Quốc trao tặng danh hiệu "Đại sứ thiện chí của Trung Quốc và Jamaica". Với danh hiệu cao quý này, anh kêu gọi trao đổi văn hóa lẫn nhau giữa Trung Quốc và Jamaica và hy vọng sẽ trở thành một hình mẫu tích cực cho thế hệ trẻ[52].
- Ngày 16 tháng 1, Thái Từ Khôn hợp tác cùng diễn viên nổi tiếng Thành Long phát hành bài hát "Cùng cười lên (一起笑出来)" - nhạc phim "Đại chiến âm dương (The Knight of Shadows: Between Yin and Yang/神探蒲松龄之兰若仙踪)"[53].
- Ngày 18 tháng 1, bộ phim Cai Xukun's Unfinished do Weibo sản xuất được phát hành, gồm 12 tập chủ yếu nói về những mong muốn và thử thách của Thái Từ Khôn.
- Ngày 19 tháng 1, Thái Từ Khôn phát hành một video âm nhạc nghệ thuật cho "Wait Wait Wait", do dạo diễn Dave Meyers - người từng đạt giải Grammy sản xuất [54].
- Tháng 1 năm 2019,  Thái Từ Khôn được chọn trở thành đại sứ chương trình Xuân vãn của đài Bắc Kinh cùng Dương Mịch[55]. Ngày 5 tháng 2, Thái Từ Khôn đã chuẩn bị sân khấu độc quyền cho Gala Lễ hội mùa xuân của truyền hình Bắc Kinh bằng một bài hát tự sáng tác mới mang tên 《Mùa xuân năm ấy》(那年春天), không có bản phòng thu [56]. Đây cũng là bài hát gốc đầu tiên bằng tiếng Trung.
- Ngày 18 tháng 2, đĩa đơn tiếng Trung đầu tiên mang tên "No Exception (没有意外)" do Lâm Hựu Gia và Thái Từ Khôn sáng tác được phát hành [57]. Ngày 26 tháng 2, MV hoạt hình cho "No Exception" được phát hành. Video âm nhạc được tạo bởi một nhóm nghệ sĩ từ studio VCRWORKS có trụ sở tại Hàn Quốc, sử dụng các yếu tố trừu tượng và đoạn trích từ cuộc đời của Thái Từ Khôn để kể lại câu chuyện của mình[57]. Cốt truyện với cách kể chuyện cá nhân trong khi phù hợp với chủ đề chung của bài hát, Thái Từ Khôn đã chọn phong cách hát có kiểm soát và du dương khi thể hiện bản ballad buồn này. "No Exception" một lần nữa vươn lên vị trí số một trên nhiều bảng xếp hạng âm nhạc ở Trung Quốc, thiết lập một kỷ lục ấn tượng trên các nền tảng phát nhạc trong năm 2019[58].
- Ngày 15 tháng 3, Thái Từ Khôn phát hành bản phối âm DJ đầu tiên của mình, "Bigger" trên Spotify [59]. Đây cũng là bài hát chủ đề trong tour diễn solo vào tháng Tư, phát hành tại Trung Quốc ngày 22/3 [60][61].
- Tháng 4, Thái Từ Khôn mở tour diễn solo đầu tiên "Kun One North America / UK Tour 2019" tại Vancouver, San Francisco, Los Angeles, New York, Toronto và London, vé cho các chương trình ở Los Angeles và New York đã được bán hết trên mạng trong vài phút đầu tiên sau khi mở bán[62]. Ngày 19 tháng 4, Thái Từ Khôn phát hành bài hát có tựa đề "Hard to get", được trình diễn lần đầu tiên trong chuyến lưu diễn solo đầu tiên của anh.[63]
- Ngày 26 tháng 7, Thái Từ Khôn phát hành album solo thứ hai "YOUNG"[64] Chỉ trong 1 phút 21 giây, album YOUNG đã nhận được 9 chứng nhận từ 【Đĩa nhạc Vàng】đến 【Đĩa nhạc kim cương vàng điện đường】, sáng tạo ra 02 kỷ lục chứng nhận hoàn toàn mới trong lịch sử QQ Music: 【Chứng nhận Song Đĩa nhạc kim cương】và【Chứng nhận Đĩa nhạc kim cương vàng điện đường】 với digital album 《YOUNG》[64], đồng thời đứng đầu trên bảng xếp hạng bán chạy nhất của QQ Music và bảng xếp hạng hàng ngày, hàng tuần và hàng năm[64].

•MV 《YOUNG》đã trở thành MV đầu tiên nhận được 10 triệu điểm chứng nhận, 50 triệu điểm, 100 triệu điểm chứng nhận từ "Bảng xếp hạng Đỉnh phong MV" của QQ Music (thời gian phát trực tuyến phá 10 triệu và 50 triệu phút)! 
•MV 《YOUNG》 thành công chiếm giữ chức vô địch TOP 1 nhiều tuần liên tục từ khi phát hành tại các bảng: "Bảng xếp hạng MV khu vực Trung Quốc Đại Lục" và "Bảng xếp hạng MV Toàn cầu".

#### Trở thành người đại diện củaPrada
- Thái Từ Khôn chính là nghệ sĩ trẻ nhất đầu tiên sau 95 tại Trung Quốc nhận được danh phận người đại diện của một trong lục đại lam huyết - thương hiệu xa xỉ phẩm nổi tiếng khó tính bậc nhất trên thế giới PRADA[66], cũng chính là nghệ sĩ trẻ nhất nhận được danh phận người đại diện của PRADA[67]!
- Ngày 1/06/2019, PRADA đã quảng bá bộ phim quảng cáo bom tấn, các dự án quảng bá, siêu poster, màn hình siêu lớn tại trung tâm thương mại, quảng trường, đại lộ[68].
- Trong số báo cuối năm của tạp chí  Esquire  có viết:  Sau khi Prada chọn Thái Từ Khôn làm  người đại diện toàn cầu, doanh thu các sản phẩm trong BST thu đông 2019 bất ngờ tăng vọt, những mẫu sản phẩm trong các cửa hàng cũng bán hết veo, nhân viên bán hàng của Prada bày tỏ: "Các bạn trẻ tới đây kiếm những mẫu giống Thái Từ Khôn đã mua rất nhiều sản phẩm khác."
- Vào tháng 10 năm 2020, ban biên tập của tạp chí  Marie Claire và những người trong giới thời trang  đã đưa ra danh sách NOW50 bao gồm 50 nghệ sĩ và người mẫu có biểu hiện thời trang nổi bật nhất năm 2020. Đây là lời đánh giá dành cho Thái Từ Khôn:  Thái Từ Khôn là  người đại diện trẻ nhất  của Prada thời điểm hiện tại. Thương hiệu PRADA luôn theo đuổi hơi hướng văn nghệ đã nhìn ra được sự nổi tiếng của cậu ấy, nhưng quan trọng hơn, cậu ấy cũng là một thần tượng tận tâm, có kỷ luật, toàn diện và nhạy bén về thời trang. Những đặc điểm này là lý do thương hiệu thời trang chọn Thái Từ Khôn.

•Trong đó có quảng bá hình ảnh Thái Từ Khôn tại 9 bảng điện tử đối diện với Trung tâm thương mại Nam Kinh Tây lộ thương thành ở Thượng Hải (chưa từng có một lưu lượng minh tinh nào được xuất hiện ở đây). Biển quảng cáo có tổng chiều dài hàng trăm mét vuông dán tường nghệ thuật bên cạnh Tân thiên địa Thượng Hải (trước mắt chỉ có đỉnh cấp nhãn hiệu mới có thể bắt được tài nguyên này). Bảng điện tử UCCA Ullens ở Trung tâm Nghệ thuật đương đại Bắc Kinh 798 và toàn bộ các biển quảng cáo tại sân bay Thượng Hải Hồng Kiều trên tuyến xuất phát từ Thượng Hải - Hồng Kiều hôm nay đều đồng loạt thượng tuyến !

#### Năm 2020: Trở lại với Thanh xuân có bạn 2
- Đầu tháng 1 năm 2020, Thái Từ Khôn trở thành Đại diện Nhà sản xuất Thanh Xuân Có Bạn 2 của iQiyi [70] cùng các huấn luyện viên Lisa của Blackpink, Ella và Jony J[71]. Đây là mùa thứ ba của chương trình sống còn của Trung Quốc Idol Producer, nơi đã ra mắt nhóm cũ NINE PERCENT của Thái Từ Khôn từ mùa đầu tiên và UNINE từ mùa thứ hai.
- Cuối tháng 4, Thái Từ Khôn xác nhận tham gia đoàn anh em "Keep Running" cùng Lý Thần, Trịnh Khải, Angelababy, Sa Dật, Quách Kỳ Lân,  Hoàng Húc Hi, Tống Vũ Kỳ [72].
- Ngày 24 tháng 5, Thái Từ Khôn đã phát hành đĩa đơn mới nhất "Lover - 情人"[73]. Chỉ một ngày sau khi phát hành "Lover - 情人" đứng đầu trên bảng xếp hạng của QQ Music[74]. Phiên bản Lover  hợp tác giữa Thái Từ Khôn và các thực tập sinh trong chương trình Thanh Xuân có bạn 2 đã xếp thứ hai trên bảng xếp hạng của QQ Music[75][76]. Không chỉ nhận được nhiều lời khen ngợi, Lover của Thái Từ Khôn còn tạo ra một làn sóng cover, video nhảy Tình nhân đã bùng nổ trên nhiều nền tảng video ngắn khác nhau[77][78].

#### Năm 2021: Phát hành album đầu tay và Concert cá nhân đầu tiên
- Vào ngày 13 tháng 4, album solo đầu tay《 Mê 》đã chính thức ra mắt. Với tư cách là nhà sản xuất âm nhạc gốc, Thái Từ Khôn chịu trách nhiệm về sáng tác, biên khúc chế tác, kế hoạch A&R, đạo diễn MV Intro, trong 24 giờ đã giành được danh hiệu album bán chạy nhất trên nền tảng TME, lập vô số kỷ lục của nền tảng.
- Ngày 17 tháng 7, Concert đầu tiên 《 Mê 》trạm Bắc Kinh chính thức diễn ra ở trung tâm Cadillac Bắc Kinh, Vé Concert ở trạm này chỉ mở bán 1s đã sold out.
- Ngày 21 tháng 7, do tình hình dịch bệnh đột phát ở Nam Kinh, để hưởng ứng yêu cầu và lời kêu gọi kiểm soát dịch bệnh của Bộ Y tế quốc gia, tránh tụ tập đông người dẫn tới lây nhiễm chéo và để bảo vệ sức khoẻ và an toàn của tất cả khán giả, 《Mê》- Tour concert cá nhân 2021 của Thái Từ Khôn - Trạm Nam Kinh vốn đã định ngày tổ chức vào ngày 31/07/2021  sẽ bị hoãn lại.

## Thành tích hoạt động

### Màn ảnh

#### Phim điện ảnh
| Năm  | Tựa đề tiếng Việt   | Tựa đề tiếng Anh         | Tựa đề tiếng Trung | Vai diễn             | Ghi chú                  |
| ---- | ------------------- | ------------------------ | ------------------ | -------------------- | ------------------------ |
| 2014 | Hoàn mỹ giả thê 168 | Lock Me Up, Tie Him Down | 完美假妻168        | Hoắc Khắc (thời trẻ) | Vai thời trẻ của Hà Cảnh |

#### Phim truyền hình
| Năm  | Tựa đề tiếng Việt               | Tựa đề tiếng Anh             | Tựa đề tiếng Trung     | Vai diễn             | Ghi chú                        |
| ---- | ------------------------------- | ---------------------------- | ---------------------- | -------------------- | ------------------------------ |
| 2012 | Một nửa đồng thoại              | Half a Fairytale             | 童话二分之一           | Ngự Phong (thời trẻ) | Vai thời trẻ của Lee Joon-hyuk |
| 2012 | Nữ cảnh sát Lý Xuân Xuân        | Police Woman Li ChunChun     | 女刑警李春春           | Tây Tây              | Vai phụ                        |
| 2018 | Tôi sẽ không bị con gái bắt nạt | I Won't Get Bullied by Girls | 我才不会被女孩子欺负呢 | Diệp Lân             | Nam chính                      |

#### Chương trình truyền hình
| Năm  | Tên                                              | Network         | Vai trò               | Ghi chú |
| ---- | ------------------------------------------------ | --------------- | --------------------- | --- |
| 2015 | Super Idol / Tinh động Á Châu mùa 1              | MBC và Anhui TV | Thí sinh              | Team RED-X |
| 2016 | Super Idol / Tinh động Á Châu mùa 2              | MBC và Anhui TV | Thí sinh              | Top 3 chiến thắng |
| 2016 | Tinh động mỹ vị                                  | Anhui TV        | Khách mời cố định     | |
| 2018 | Idol Producer                                    | iQiyi           | Thí sinh              | Top 1 chiến thắng |
| 2018 | Khoái lạc đại bản doanh                          | Hunan TV        | Khách mời             | - Tập ngày 3/2/2018 cùng Lay và các thí sinh Idol Producer - Tập ngày 2/6/2018 và 16/6/2018 cùng Nine Percent - Tập ngày 31/08/2019 quảng bá với tư cách người đại diện Vivo S5 - Tập ngày 29/02/2020 cùng Jony J và các thực tập sinh Thanh xuân có bạn 2 - Tập 26/09/2020 chung kết cuộc thi Đứng Vững Nào Bạn Ơi |
| 2018 | Thiên Thiên Hướng Thượng                         | Hunan TV        | Khách mời             | |
| 2019 | New Year Celebrations                            | iQiyi           | Khách mời             | Hunan TV |
| 2019 | Cai Xukun's Unfinished 蔡徐坤的未完成            | Weibo           | Nhân vật chính        | Phim cá nhân |
| 2019 | Gặp gỡ thiên đàng                                |                 |                       | |
| 2020 | Thanh Xuân Có Bạn 2/Youth With You 2             | iQiyi           | Đại diện nhà sản xuất | Tham gia cùng Ella Trần Gia Hoa (S.H.E), Lisa (Blackpink), Jony J |
| 2020 | KEEP RUNNING mùa 4 (Running man bản Trung mùa 8) | Chiết Giang TV  | Khách mời cố định     | Tham gia cùng Lý Thần, Trịnh Khải, Angelababy, Sa Dật, Quách Kỳ Lân, Hoàng Húc Hi, Tống Vũ Kỳ |
| 2020 | Hẹn Ước Giấc Mơ Mùa Đông Mùa 1                   | Bắc Kinh TV     | Khách mời             | |
| 2021 | KEEP RUNNING mùa 5                               | Chiết Giang TV  | Khách mời cố định     | Tham gia cùng Lý Thần, Trịnh Khải, Angelababy, Sa Dật, Hoàng Húc Hi, Tống Vũ Kỳ |
| 2021 | Hẹn Ước Giấc Mơ Mùa Đông Mùa 2                   | Bắc Kinh TV     | Khách mời             | |
| 2022 | Keep Running mùa 10,11                           | Chiết Giang TV  | Khách mời cố định     | Tham gia cùng Lý Thần, Trịnh Khải (diễn viên), Angelababy, Sa Dật, Châu Thâm, Bạch Lộc |

### Âm nhạc

#### Album

##### Album nhóm
| Ngày phát hành | Tên Album         | Bài hát | Ghi chú           |
| -------------- | ----------------- | --- | ----------------- |
| 20/12/2016     | New World         | - New World - Fantasy - For you - Road of tomorrow (明日路) - Just because you're so beautiful (只因你太美!) | Nhóm SWIN         |
| 20/11/2018     | To The Nine       | - 《Ei喔Ei喔 \| Ei Oh Ei Oh》 - 《一起跳舞吧 \| Let's Dance Together》 - 《了不起的9% \| Extraordinary 9%》 - 《创新者 \| Rule Breaker》 - 《I Need A Doctor》 - 《Good Things》 - 《离不开 I Inseparable》 | Nhóm NINE PERCENT |
| 26/09/2019     | More Than Forever | - 《梦 \| Dream》- Thái Từ Khôn - 《为你绽放 \| Blooming For You》- Trần Lập Nông - 《Umbrella》- Phạm Thừa Thừa - 《挣脱 \| Break Free》- Justin \| Hoàng Minh Hạo - 《Like A Star》 - Lâm Ngạn Tuấn - 《Hi Buddy》- Chu Chính Đình - 《Lovelab》- Vương Tử Dị - 《热气球 \| Hot Air Balloon》- Tiểu Quỷ - 《Maybe Someday 》- Vưu Trưởng Tĩnh | Nhóm NINE PERCENT |

##### Album cá nhân
| Ngày phát hành | Tên Album | Bài hát | Ghi chú                           |
| -------------- | --------- | --- | --------------------------------- |
| 13/4/2021      | Mê        | - #0000FF (Intro) - Mê: Đã có MV - Phim câm - Feeling her: Đã có MV - Mơ (Band Ver) - Interlude (Bài đệm) - Quái - Dục - HaHa (2 ver) - Nobody Cares - Yêu và Đau (Outro) | Tự sáng tác Album cá nhân đầu tay |

#### Extended play
| Ngày phát hành      | Tên EP | Bài hát                                       | Ghi chú     |
| ------------------- | ------ | --------------------------------------------- | ----------- |
| 02 tháng 8 năm 2018 | 1      | - Pull Up (cùng ngày phát hành MV) - It's You | Tự sáng tác |
| 26 tháng 7 năm 2019 | Young  | - Young - Che mắt                             | Tự sáng tác |

#### Single
| Tên bài hát                                            | Ngày       | Ghi chú |
| ------------------------------------------------------ | ---------- | --- |
| I wanna get love                                       | 15-12-2017 | Bài hát tự sáng tác, hòa âm |
| Wait Wait Wait                                         | 23-08-2018 | Bài hát tự sáng tác, hòa âm (19/1/2019 cho ra mắt MV)                                                                               |
| Cùng nhau cười lên nào 一起笑出来                      | 16-01-2019 | Song ca cùng Nghệ sĩ Thành Long trong bộ phim điện ảnh chiếu tết Đại chiến âm dương của Nghệ sĩ Thành Long (cùng ngày phát hành MV) |
| Mùa xuân năm ấy 那年春天                               | 05-02-2019 | Tham gia viết lời, soạn nhạc Bài hát chỉ dành riêng cho Xuân vãn đài truyền hình Bắc Kinh 2019 nên không có bản thu âm chính thức   |
| Không có ngoại lệ 没有意外                             | 18-02-2019 | Viết Lời, biểu diễn |
| Bigger                                                 | 15-03-2019 | Bài hát tự sáng tác, hòa âm Đây là bản EDM đầu tiên, ca khúc chủ đề tour công diễn nước ngoài                                       |
| Hard to get                                            | 19-04-2019 | Bài hát tự sáng tác, hòa âm |
| Mộng 梦                                                | 26-09-2019 | Bài hát trong 《Hạn định ký ức》 Nice Percent                                                                                       |
| Tái sinh 重生                                          | 15-11-2019 | Bài hát tự sáng tác |
| Bay cao ước mơ mùa đông 冬梦飞翔 (Flying Winter Dream) | 05-12-2019 | Bài hát quảng bá Thế vận hội mùa đông Bắc Kinh 2022, hát cùng Đồng Lệ Á và một số nghệ sĩ khác                                      |
| Đất nước khỏe mạnh trong tim tôi 山河无恙在我胸        | 24-03-2020 | Bài hát công ích chống dịch, hát cùng Đồng Lệ Á                                                                                     |
| HOME                                                   | 09-04-2020 | Bài hát tự sáng tác |
| LOVER                                                  | 24-05-2020 | Bài hát tự sáng tác |
| TITLE                                                  |            | Bài hát tự sáng tác diễn lần đầu tiên tại Đêm hội cuối năm đài Chiết Giang 2020 Chưa có Audio chính thức                            |
| HIỆN TƯỢNG - PHENOMENON                                |            | Bài hát tự sáng tác diễn lần đầu tiên tại Concert Mê Chưa có Audio chính thức                                                       |
| Tu Hành                                                |            | Bài hát tự sáng tác diễn lần đầu tiên tại Concert Mê Chưa có Audio chính thức                                                       |
| Hug me                                                 | 22-07-2022 | Bài hát được biểu diễn ra mắt trên show Keep Running mùa 6 Ra mắt Audio chính thức ngày 22.7.2022                                   |

#### Concert
| Tên            | Trạm lưu diễn                                 | Ngày                  |
| -------------- | --------------------------------------------- | --------------------- |
| CONCERT 《MÊ》 | Bắc Kinh - Trung tâm Cadillac Bắc Kinh        | 17/7/2021             |
| CONCERT 《MÊ》 | Nam Kinh - Trung tâm thi đấu Olympic Nam Kinh | Tạm hoãn do dịch bệnh |

### Thời trang&Quảng cáo

#### Bìa tạp chí thời trang
| Năm  | Tháng   | Tạp chí                      | Trang                       | Ghi chú                                                                                |
| ---- | ------- | ---------------------------- | --------------------------- | -------------------------------------------------------------------------------------- |
| 2018 | 03      | In Shanghai 上海电视周刊     | Bìa đơn                     |                                                                                        |
| 2018 | 04      | In Shanghai 上海电视周刊     | Bìa đơn                     |                                                                                        |
| 2018 | 06      | Grazia 红秀                  |                             | Số 360 lên cùng Ninepercent, số 361 bìa đơn Tứ đại tuần san                            |
| 2018 | 07      | Madame Figaro                | Song bìa                    | Tạp chí Nhị tiểu nữ                                                                    |
| 2018 | 09      | ELLEMEN                      | Bìa đơn                     | Tạp chí Ngũ đại nam Kim cửu                                                            |
| 2018 | 09      | NYLON                        | Bìa đơn                     | Kỷ niệm tròn năm                                                                       |
| 2018 | 10      | TRENDS 时尚电子刊 Tháng 10   | Bìa đơn                     |                                                                                        |
| 2018 | 10      | Qthemusic（中文版）          | Bìa đơn                     |                                                                                        |
| 2018 | 12      | Condé Nast Traveler          | Bìa đơn                     |                                                                                        |
| 2018 | 12      | Esquire 时尚先生             | Bìa quần phong              | Vị trí trung tâm số kết niên (hết năm) Tạp chí Ngũ đại Nam                             |
| 2019 | 02      | Harper’s Bazaar 时尚芭莎     | Bìa đơn                     | Tạp chí Ngũ đại Nữ                                                                     |
| 2019 | 03      | Global People 环球人物       | Bìa đơn                     |                                                                                        |
| 2019 | 07      | COSMOPOLITAN 时尚            | Bìa đơn                     | Tạp chí Ngũ đại nữ                                                                     |
| 2019 | 08      | VOGUE ME                     |                             | 01 Bìa đơn & 01 Bìa đôi với Sarah Brannon                                              |
| 2019 | 08      | 出色WSJ                      | Bìa đơn                     |                                                                                        |
| 2019 | 09      | BBART (Bazaar nghệ thuật)    | Song bìa                    |                                                                                        |
| 2019 | 09      | Tuần san nhân vật Phương Nam | Bìa đơn                     |                                                                                        |
| 2019 | 10      | OK！精彩                     | Bìa đơn                     |                                                                                        |
| 2019 | 10      | Esquire                      | Bìa đơn                     | Tạp chí Ngũ đại nam Ngân thập                                                          |
| 2019 | 10      | Esquire fine Issue03         | Bìa đơn                     |                                                                                        |
| 2019 | 10      | Mairie Claire                | Bìa đơn                     | Tạp chí Ngũ đại nữ Ngân thập                                                           |
| 2019 | 10      | L'Officiel Paris             | Bìa đơn                     | Bản gốc nước Pháp Ngân thập                                                            |
| 2019 | 10      | 时装LOFFICIEL                | Bìa đơn                     | Tạp chí nhị tiểu nữ Ngân thập                                                          |
| 2019 | 10      | LOFFICIEL USA                | Bìa đơn                     | Tạp chí Mỹ Ngân thập                                                                   |
| 2019 | 10      | LOFFICIEL home USA           | Bìa đơn                     | Tạp chí Mỹ Ngân thập                                                                   |
| 2020 | 01      | GQ                           | Bìa đơn                     | Tạp chí Ngũ đại Nam Số khai niên (mở đầu năm)                                          |
| 2020 | 01      | T Magazine                   | Bìa đơn                     | Số khai niên (mở đầu năm)                                                              |
| 2020 | 03      | Wonderland                   | Song bìa                    | Số đầu tiên bản Trung Quốc                                                             |
| 2020 | 05      | Bazaar Men                   | Song bìa                    | Tạp chí Ngũ đại Nam                                                                    |
| 2020 | 04 - 05 | 时装LOFFICIEL                | Song bìa                    | Tạp chí nhị tiểu nữ                                                                    |
| 2020 | 07      | VARIETY                      |                             | Bìa cùng các thành viên Keep Running                                                   |
| 2020 | 08      | COSMOPOLITAN                 | Bìa đơn                     | Tạp chí Ngũ đại Nữ Số kỉ niệm thành lập                                                |
| 2020 | 09      | Esquire 时尚先生             | Bìa đơn                     | Tạp chí Ngũ đại Nam Kim cửu                                                            |
| 2020 | 10      | Mairie Claire                | Song bìa                    | Tạp chí Ngũ đại Nữ Ngân thập                                                           |
| 2021 | 03      | ELLE                         | Song bìa                    | Tạp chí Ngũ đại Nữ Số khai quý (tháng 3)                                               |
| 2021 | 07      | Mairie Claire                | Song bìa + Bìa bản đặc biệt | Tạp chí Ngũ đại Nữ Chào mừng concert đầu tiên                                          |
| 2021 | 08      | GQ                           | Bìa đơn + 2 bìa thay thế    | Tạp chí Nhị đại Nam Số mừng sinh nhật (Tung bìa vào đúng ngày sinh nhật Thái Từ Khôn ) |
| 2021 | 10      | COSMOPOLITAN                 | Song bìa                    | Tạp chí Ngũ đại Nữ Số Ngân thập (tháng 10)                                             |
| 2022 | 08      | ELLE                         | Song bìa                    | Tạp chí Ngũ đại Nữ Số mừng sinh nhật Thái Từ Khôn                                      |
| 2022 | 09      | GQ                           | Bìa đơn                     | Tạp chí Ngũ đại Nam Số Kim Cửu                                                         |

#### Hợp đồng quảng cáo
| Năm  | Hãng quảng cáo                        | Vị trí                                       | Ghi chú                                              |
| ---- | ------------------------------------- | -------------------------------------------- | ---------------------------------------------------- |
| 2018 | Innisfree                             | Đại diện cùng Nine Percent                   | Đã hết hợp đồng                                      |
| 2018 | Pizza Hut                             | Quảng cáo cùng Nine Percent                  | Đã hết hợp đồng                                      |
| 2018 | Mercedes-Benz                         | Quảng cáo cùng Nine Percent                  | Đã hết hợp đồng                                      |
| 2018 | Nongfu Spring                         | Đại diện cùng Nine Percent                   | Đã hết hợp đồng                                      |
| 2018 | China Merchants Bank                  | Quảng cáo cùng Nine Percent                  | Đã hết hợp đồng                                      |
| 2018 | YOSEIDO                               | Đại diện thương hiệu                         | Đã hết hợp đồng                                      |
| 2018 | L'OREAL PARIS                         | Bạn thân nhãn hiệu                           | Đã hết hợp đồng                                      |
| 2018 | Bvlgari                               | Bạn thân nhãn hiệu                           | Đã hết hợp đồng                                      |
| 2018 | Vivo                                  | Đại diện dòng sản phẩm                       |                                                      |
| 2018 | Aussie, P&G                           | Đại diện toàn cầu                            | Đã hết hợp đồng                                      |
| 2018 | China Mobile                          | Người thể nghiệm nhạc chuông video 4G        |                                                      |
| 2018 | TOMSOM TIMES (BY-HEALTH)              | Đại diện                                     |                                                      |
| 2019 | Levi's                                | Đại diện thương hiệu                         | Đã hết hợp đồng                                      |
| 2019 | Prada                                 | Đại diện thương hiệu                         |                                                      |
| 2019 | Vivo                                  | Đại diện dòng sản phẩm (S1)                  | Ký tiếp, chuyển dòng                                 |
| 2019 | China Mobile                          | Người quảng bá nhạc chuông video 5G          | Ký tiếp, chuyển dòng                                 |
| 2020 | Mắt kính MOLSION                      | Đại diện thương hiệu                         | Đã hết hợp đồng                                      |
| 2020 | Kose cosmetic                         | Đại diện dòng kem chống nắng Suncut          |                                                      |
| 2020 | Proya                                 | Đại diện thương hiệu                         | Đã hết hợp đồng                                      |
| 2020 | Sữa chua An Mộ Hy                     | Đại diện toàn cầu                            |                                                      |
| 2020 | Givenchy                              | Đại diện dòng trang điểm                     | Đã hết hợp đồng                                      |
| 2020 | Fila                                  | Đại diện thương hiệu                         |                                                      |
| 2020 | China Mobile                          | Đối tác của M-ZONE 5G (Thẻ sim M-ZONE)       | Mở rộng hợp tác thêm dịch vụ khác                    |
| 2020 | Nescafe (Nestle)                      | Đại diện thương hiệu                         | Đã hết hợp đồng                                      |
| 2020 | SCHWARZKOPF                           | Đại diện thương hiệu                         |                                                      |
| 2020 | VIVO S7                               | Đại diện dòng sản phẩm (S7)                  | Ký tiếp, chuyển dòng                                 |
| 2020 | Laptop HP                             | Đại diện thương hiệu                         |                                                      |
| 2021 | Kose cosmetic                         | Đại diện toàn cầu dòng kem chống nắng Suncut | Ký tiếp, nâng cấp danh phận (toàn cầu)               |
| 2021 | Watsons                               | Đại diện thương hiệu                         |                                                      |
| 2021 | Clé de Peau Beauté                    | Đại diện thương hiệu                         |                                                      |
| 2021 | De Beers                              | Đại diện thương hiệu                         |                                                      |
| 2021 | Nước đun sôi Khang sư phụ             | Đại diện thương hiệu                         |                                                      |
| 2021 | Pepsi                                 | Đại diện thương hiệu                         |                                                      |
| 2021 | Bia Yên Kinh                          | Đại diện thương hiệu                         |                                                      |
| 2021 | Vivo S10                              | Đại diện dòng sản phẩm                       | Ký tiếp, chuyển dòng                                 |
| 2021 | Vinda                                 | Đại diện thương hiệu                         |                                                      |
| 2021 | Jo Malone London                      | Đại diện thương hiệu                         | Đã hết hợp đồng                                      |
| 2021 | Vivo S12                              | Đại diện dòng sản phẩm                       | Ký tiếp, chuyển dòng                                 |
| 2022 | Bột giặt Tide                         | Đại diện thương hiệu                         |                                                      |
| 2022 | Clé de Peau Beauté                    | Đại diện thương hiệu                         | Thêm dòng trang điểm                                 |
| 2022 | Bia Li Tuyền                          | Đại diện thương hiệu                         | Bia Li Tuyền là một hãng bia trực thuộc bia Yên Kinh |
| 2022 | EFFECTIM (Shiseido)                   | Đại diện thương hiệu                         |                                                      |
| 2022 | THƯƠNG HIỆU ĐỒNG HỒ CAO CẤP TAG HEUER | Đại diện thương hiệu                         |                                                      |
| 2022 | THƯƠNG HIỆU ROBOT THÔNG MINH INXNI    | Đại diện thương hiệu                         |                                                      |
| 2022 | CÀ PHÊ MOCCONA                        | Đại diện thương hiệu                         |                                                      |
| 2022 | Prada Beauty                          | Đại diện nước hoa                            | Thương hiệu hợp tác giữa Prada và Loreal             |

## Giải thưởng
| Năm  | Giải thưởng                               | Hạng mục                                                       | Chú thích                         | Kết quả   |  |
| ---- | ----------------------------------------- | -------------------------------------------------------------- | --------------------------------- | --------- |  |
| 2018 | GQ Men of The Year 2018                   | Người mới xuất sắc của năm                                     |                                   | Đoạt giải |  |
| 2018 | Thịnh điển Thời trang Cosmo 2018          | Nhân vật phong vân của năm                                     |                                   | Đoạt giải |  |
| 2018 | Thịnh điển Esquire - Man At His Best 2018 | Tiên sinh của năm                                              |                                   | Đoạt giải |  |
| 2018 | Migu Music Award 2018                     | 10 bài hát vàng của năm                                        |                                   | Đoạt giải |  |
| 2018 | Migu Music Award 2018                     | Ca sĩ có lượng tiêu thụ nhạc chuông nhiều nhất của năm         |                                   | Đoạt giải |  |
| 2018 | Migu Music Award 2018                     | Nam nghệ sĩ của năm                                            |                                   | Đoạt giải |  |
| 2018 | Migu Music Award 2018                     | Nhóm nhạc xuất sắc nhất năm                                    |                                   | Đoạt giải |  |
| 2018 | Migu Music Award 2018                     | Album có số lượng bán nhiều nhất năm                           | Album: To The Nine's              | Đoạt giải |  |
| 2018 | Thịnh điển Tân ca Châu Á                  | Nam ca sĩ tiềm năng được yêu thích nhất                        |                                   | Đoạt giải |  |
| 2018 | Đại hội văn hóa và giải trí Trung Quốc    | Nghệ sĩ có giá trị thương mại cao nhất                         |                                   | Đoạt giải |  |
| 2018 | Đêm hội Weibo                             | Nghệ sĩ mới phổ biến của năm                                   |                                   | Đoạt giải |  |
| 2018 | Thịnh Điển Toutiao                        | Thần tượng của năm                                             |                                   | Đoạt giải |  |
| 2018 | Lễ hội thời trang Sohu 2018               | Ngôi sao nam được yêu thích của năm                            |                                   | Đoạt giải |  |
| 2018 | Lễ trao giải Sogou                        | Nghệ sĩ xuất sắc của năm                                       |                                   | Đoạt giải |  |
| 2018 | Lễ trao giải Sogou                        | Nghệ sĩ nhân khí của năm                                       |                                   | Đoạt giải |  |
| 2019 | Thịnh điển giải trí Đằng Tấn              | Nhân vật quyền lực mới của năm                                 |                                   | Đoạt giải |  |
| 2019 | Thịnh điển giải trí Đằng Tấn              | Ngôi sao âm nhạc của năm                                       |                                   | Đoạt giải |  |
| 2019 | Minh tinh thế lực bảng                    | Ca sĩ có lực ảnh hưởng lớn nhất năm 2018                       |                                   | Đoạt giải |  |
| 2019 | Minh tinh thế lực bảng                    | Tân binh tiềm lực được hoan nghênh nhất 2018                   |                                   | Đoạt giải |  |
| 2019 | Lễ hội âm nhạc Đông Phương Phong Vân bảng | Nam ca sĩ được yêu thích nhất                                  |                                   | Đoạt giải |  |
| 2019 | Lễ hội âm nhạc Đông Phương Phong Vân bảng | 10 bài hát vàng của năm                                        | Wait Wait Wait                    | Đoạt giải |  |
| 2019 | Thịnh điển Âm nhạc Hoa Ngữ                | Ca khúc Vàng của năm                                           | Wait Wait Wait                    | Đoạt giải |  |
| 2019 | Thịnh điển Âm nhạc Hoa Ngữ                | Ca sĩ trẻ xuất sắc nhất TQ năm 2019                            |                                   | Đoạt giải |  |
| 2019 | Thịnh điển Âm nhạc Hoa Ngữ                | Nam ca sĩ có màn trình diễn sân khấu xuất sắc nhất TQ năm 2019 |                                   | Đoạt giải |  |
| 2019 | GQ Men of The Year 2019                   | Thần tượng phổ biến của năm                                    |                                   | Đoạt giải |  |
| 2019 | Thịnh điển Tân ca Châu Á                  | Thần tượng có ảnh hưởng nhất năm                               |                                   | Đoạt giải |  |
| 2019 | Thịnh điển Cosmo                          | Nhân vật lan tỏa ước mơ của năm                                |                                   | Đoạt giải |  |
| 2019 | Đêm hội gào thét iQiyi 2019               | Ca sĩ toàn năng của năm                                        |                                   | Đoạt giải |  |
| 2019 | Tencent Music Entertainment Awards        | EP nhạc có doanh số cao nhất năm                               | Ep 'YOUNG'                        | Đoạt giải |  |
| 2019 | Migu Music Award                          | Ca sĩ có nhân khí cao nhất năm                                 |                                   | Đoạt giải |  |
| 2019 | Migu Music Award                          | Top 10 bài hát hay nhất trong năm                              | YOUNG                             | Đoạt giải |  |
| 2019 | Migu Music Award                          | Ca sĩ nổi tiếng nhất của năm                                   |                                   | Đoạt giải |  |
| 2019 | Migu Music Award                          | Ca sĩ nam hấp dẫn nhất của năm                                 |                                   | Đoạt giải |  |
| 2019 | Migu Music Award                          | Nghệ sĩ có nhạc chuông hay nhất trong năm                      |                                   | Đoạt giải |  |
| 2019 | Thịnh điển Esquire - Man At His Best      | Thần tượng âm nhạc của năm                                     |                                   | Đoạt giải |  |
| 2019 | Tinh quang Đại thưởng Đằng Tấn            | Nghệ sĩ có lực hiệu triệu nhất năm                             |                                   | Đoạt giải |  |
| 2020 | Thịnh điển giải trí Đằng Tấn              | TOP 1 Fandom hâm mộ minh tinh có thành tích công ích cao nhất  |                                   | Đoạt giải |  |
| 2020 | Thịnh điển giải trí Đằng Tấn              | TOP 1 album tiêu thụ nhanh nhất trên QQ Music                  |                                   | Đoạt giải |  |
| 2020 | Thịnh điển giải trí Đằng Tấn              | TOP 1 album tiêu thụ cao nhất trên QQ Music                    |                                   | Đoạt giải |  |
| 2020 | Đêm hội Weibo                             | Nghệ sĩ được yêu thích nhất năm 2019                           |                                   | Đoạt giải |  |
| 2020 | Lễ hội âm nhạc Đông Phương Phong Vân bảng | Nam ca sĩ xuất sắc nhất                                        |                                   | Đoạt giải |  |
| 2020 | Lễ hội âm nhạc Đông Phương Phong Vân bảng | Ca sĩ nổi tiếng Châu Á                                         |                                   | Đoạt giải |  |
| 2020 | Lễ hội âm nhạc Đông Phương Phong Vân bảng | Lực ảnh hưởng trên toàn mạng                                   |                                   | Đoạt giải |  |
| 2020 | Thịnh điển Cosmo Glam Night 2020          | Nhân vật của năm                                               |                                   | Đoạt giải |  |
| 2020 | Thịnh điển GQ - Men of the year 2020      | Lực lượng tiên phong của năm                                   |                                   | Đoạt giải |  |
| 2020 | Đêm hội Gào Thét Iqiyi                    | Nhà sản xuất thanh xuân của năm                                | Hạng mục tống nghệ                | Đoạt giải |  |
| 2020 | Đêm hội Gào Thét Iqiyi                    | Ca sĩ của năm                                                  | Hạng mục âm nhạc                  | Đoạt giải |  |
| 2020 | Migu Music Award                          | Nam ca sĩ nội địa xuất sắc nhất năm 2020                       |                                   | Đoạt giải |  |
| 2020 | Migu Music Award                          | Nam ca sĩ nổi tiếng nhất năm 2020                              |                                   | Đoạt giải |  |
| 2020 | Migu Music Award                          | Nam ca sĩ được yêu thích nhất năm 2020                         |                                   | Đoạt giải |  |
| 2020 | Migu Music Award                          | TOP 10 tác phẩm âm nhạc chống "dịch bệnh" hay nhất năm 2020    | Sông núi khỏe mạnh trong lòng tôi | Đoạt giải |  |
| 2020 | Migu Music Award                          | Top 10 ca khúc Vàng của năm                                    | LOVER                             | Đoạt giải |  |
| 2020 | Thịnh điển Esquire - Man At His Best      | Tiên sinh của năm                                              |                                   | Đoạt giải |  |
| 2021 | Thịnh điển Đằng Tấn âm nhạc giải trí TMEA | Ca sĩ có lực kêu gọi nhất trong năm                            |                                   | Đoạt giải |  |
| 2021 | Thịnh điển Đằng Tấn âm nhạc giải trí TMEA | Ca sĩ hát và sáng tác có lực ảnh hưởng nhất trong năm          |                                   | Đoạt giải |  |
| 2021 | Thịnh điển Đằng Tấn âm nhạc giải trí TMEA | Top 10 ca khúc Vàng của năm                                    | LOVER                             | Đoạt giải |  |
| 2021 | Đêm hội Weibo                             | Nhạc sĩ gốc của năm                                            |                                   | Đoạt giải |  |
| 2021 | Đông Phương phong vân bảng 2021           | Top 10 bài hát vàng của năm                                    | Lover                             | Đoạt giải |  |
| 2021 | Đông Phương phong vân bảng 2021           | Ca khúc vàng của năm Động cảm 101                              | Lover                             | Đoạt giải |  |
| 2021 | Thịnh điển GQ - Men of the year 2021      | Lực lượng gương mẫu của năm                                    |                                   | Đoạt giải |  |

## Hoạt động công ích & truyền bá văn hóa
Tháng 8 năm 2018, Thái Từ Khôn đã tặng 32.000 NDT cho Trung tâm Dịch vụ Phục hồi chức năng Renai ở quận Luohu, Thâm Quyến .  Ngày 12 tháng 10, Thái Từ Khôn tham gia "Đêm từ thiện Bazaar", biểu diễn chương trình khai mạc và quyên góp 600.000 NDT .  Ngày 29 tháng 11, Thái Từ Khôn đến Tứ Xuyên để tham gia hoạt động "Hành trình năng lượng âm nhạc" do Migu Music khởi xướng, và có một buổi giao lưu âm nhạc với nhạc sĩ người dân tộc Yi, Jia Shi Shuaibo. Mục đích của hoạt động này là nâng cao nhận thức về văn hóa âm nhạc cổ đại độc đáo của Trung Quốc và các loại nhạc cụ, đồng thời quảng bá văn hóa âm nhạc truyền thống của Trung Quốc .
Tháng 11 năm 2018, Thái Từ Khôn và những người hâm mộ của anh ấy đã giành được giải danh dự "Đơn vị tiên tiến của lực lượng xã hội tham gia cứu trợ thiên tai năm 2018" .
Ngày 14 tháng 12 năm 2018, Thái Từ Khôn tham gia sự kiện từ thiện "Tinh quang hành động - Trận chiến thoát khỏi đói nghèo" do Thành Long khởi xướng tại Đan Châu, tỉnh Hải Nam để thăm di sản văn hóa phi vật thể địa phương và ghé thăm cơ sở chăn nuôi vịt biển, quảng bá đặc sản địa phương "trứng vịt biển chạy", bánh trưng thịt heo và nước dừa. Dự án do người hâm mộ Thái Từ Khôn ủng hộ tổng cộng đã bán được 1,3 triệu quả trứng vịt, chiếm ba vị trí cao nhất trong Doanh số bán hàng xóa đói giảm nghèo tháng 12 năm 2018 .
Ngày 9 tháng 1 năm 2019, Thái Từ Khôn được trao tặng Đại sứ hữu nghị Trung Quốc-Jamaica và Nhà lãnh đạo trẻ xuất sắc Trung Quốc-Jamaica . Ngày 18 tháng 1, Thái Từ Khôn trở thành đại sứ năm mới đầu tiên của NBA  . Ngày 12 tháng 5, anh tham dự "NÓI KHÔNG với thảm họa" năm 2019 và hoạt động Khoa học phúc lợi công cộng Quốc gia dành cho cán bộ giảm nhẹ thiên tai do China Weather Network đồng tổ chức, và chính thức là Đại sứ hình ảnh Giảm nhẹ thiên tai của Quỹ Xóa đói giảm nghèo Trung Quốc .
Ngày 17 tháng 10 năm 2019, Thái Từ Khôn bắt tay với Quỹ Thiếu niên và Nhi đồng Trung Quốc thành lập "quỹ Ái Tâm kế hoạch Hoa Hướng Dương" . Studio của Thái Từ Khôn đã quyên góp hơn 600.000 NDT cho đợt quyên góp đầu tiên và 3 triệu nhân dân tệ quyên góp trong vòng 3 năm, Quỹ thiếu niên nhi đồng Trung Quốc đã trao tặng cho anh danh hiệu vinh dự "Đại sứ tình yêu thúc đẩy bảo vệ trẻ em gái" 
Tháng 3 năm 2020, Thái Từ Khôn và nữ diễn viên Đồng Lệ Á đã phát hành một bài hát có tựa đề "Đất nước khỏe mạnh trong tim tôi" để giúp thúc đẩy tinh thần của những người chiến đấu chống lại đại dịch COVID-19.  Tháng 4, anh tiếp tục phát hành đĩa đơn "Home", một bài hát được viết để giúp hỗ trợ những người đang gặp khó khăn trong Đại dịch COVID-19 .
Tháng 7 năm 2021, Thái Từ Khôn âm thầm quyên tặng 600.000 chai nước và quyên góp 300.000 NDT cho người dân Hà Nam giữa trận đại hồng thủy. Quỹ Thiếu Niên Nhi Đồng Trung Quốc: "Ca sĩ trẻ Thái Từ Khôn lo lắng cho sức khoẻ và sự an toàn của trẻ em ở Hà Nam trong cơn bão lũ, Thái Từ Khôn tiên sinh đã quyên tặng 600.000 chai nước uống (khoảng hơn 1.200.000 NDT ~ 4.267.402.209 VNĐ), lô nước đầu tiên đã được gửi tới khu gặp thiên tai ở Hà Nam vào ngày 22/7, và quyên góp 300.000 NDT (~ 1.066.850.552 VNĐ) tiền cứu trợ tới quỹ Ái Tâm kế hoạch Hoa Hướng Dương của quỹ Thiếu niên nhi đồng Trung Quốc. Tình yêu và hi vọng, chưa từng rời xa."
Vào đầu tháng 10 năm 2021 Thái Từ Khôn đã sử dụng tài khoản cá nhân của mình để tặng 100.000 nhân dân tệ cho Fans nhí bị bệnh hiểm nghèo và quay video để cổ vũ tinh thần cho cô bé.